# Porąbka (województwo śląskie)
Porąbka – wieś w Polsce położona w województwie śląskim, w powiecie bielskim, siedziba gminy Porąbka, nad Sołą, między Żywcem a Kętami w Beskidzie Małym.
Wieś królewska starostwa oświęcimskiego w powiecie śląskim województwa krakowskiego w końcu XVI wieku. 

## Integralne części wsi

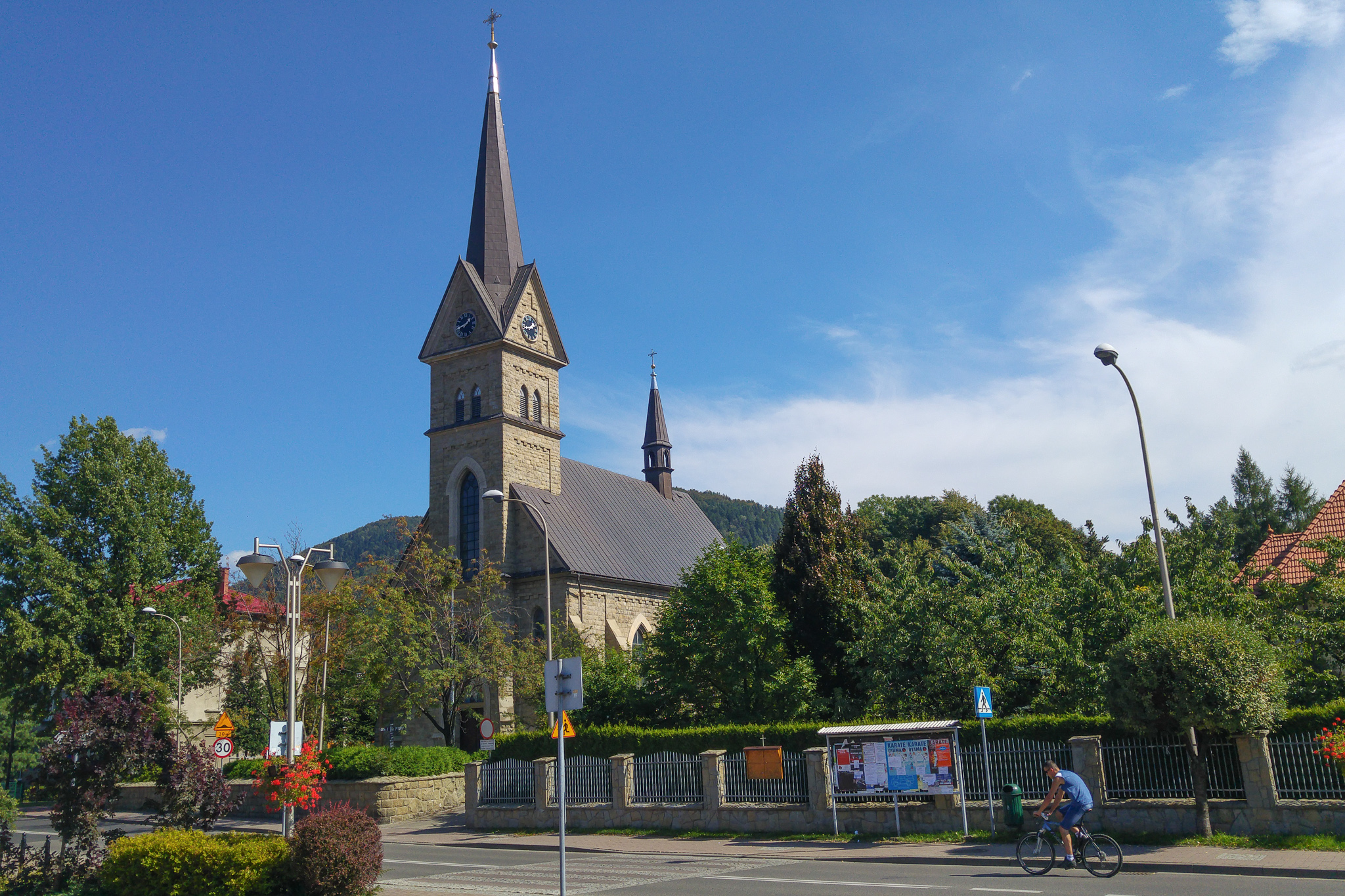
Kościół widziany od strony centrum

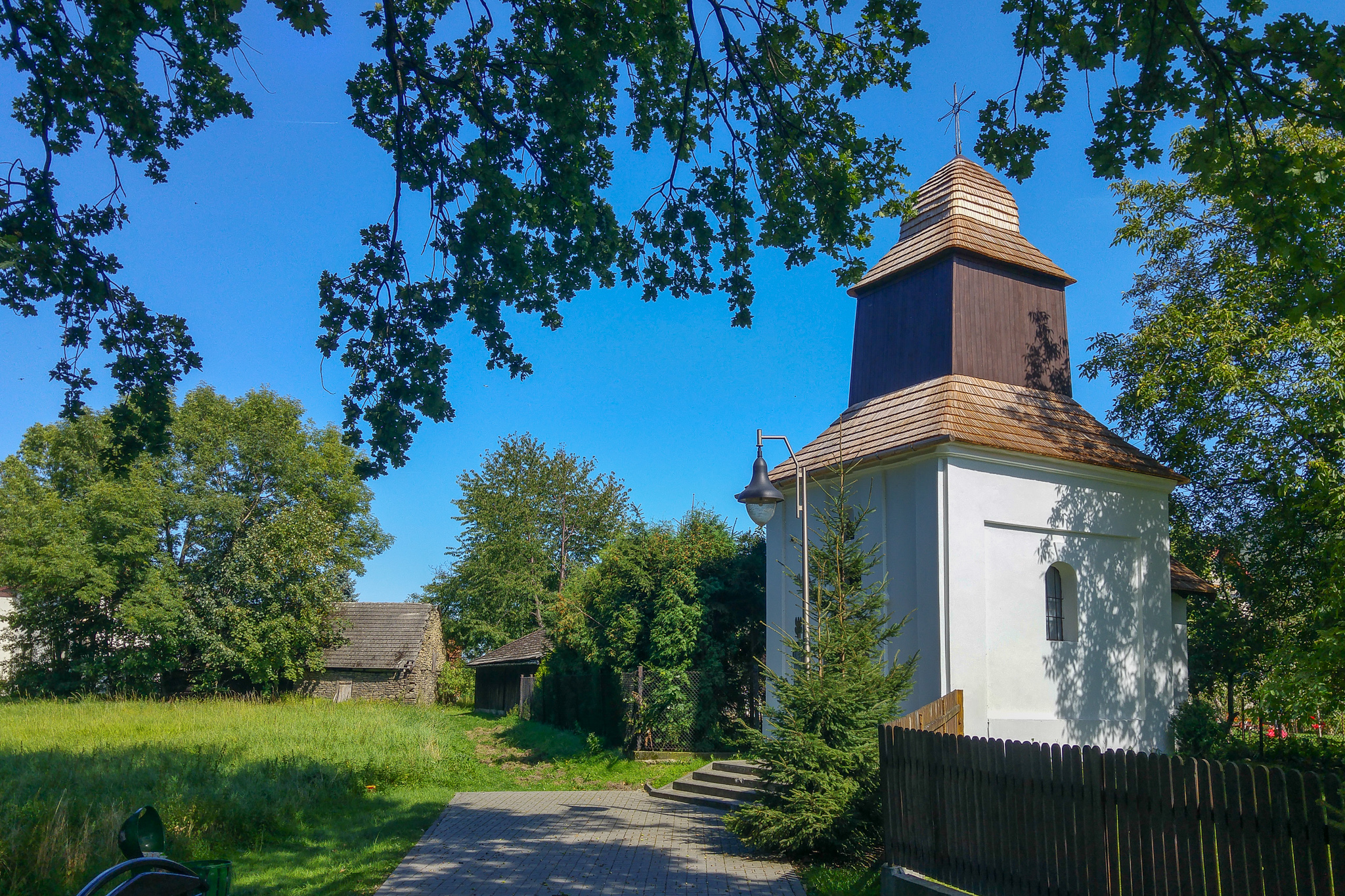
Kaplica św. Urbana (1827)

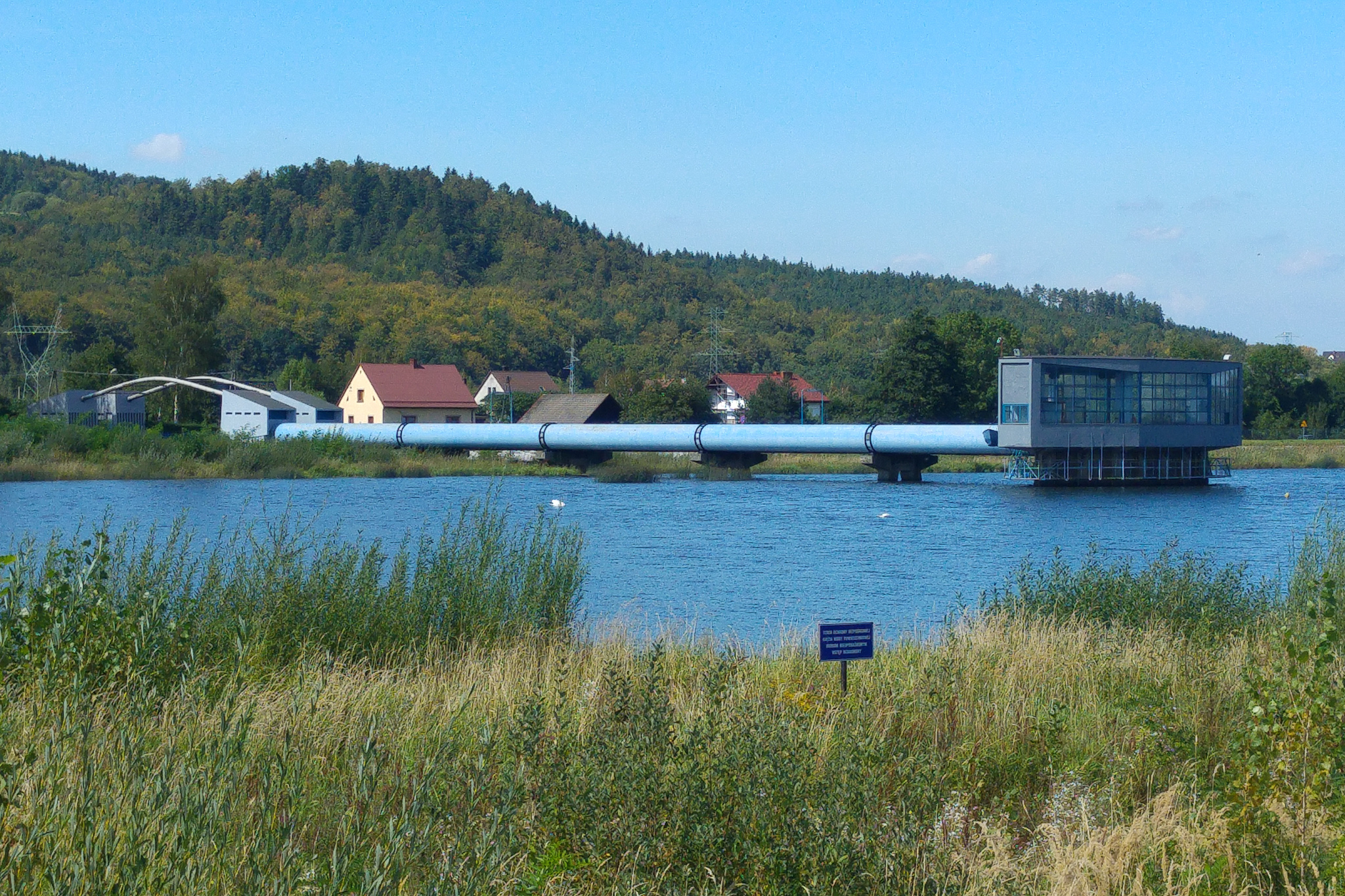
Jezioro Czanieckie

| przysiółki | Bielańskie, Błasiowo, Borsuki, Bukowiec, Bułkowo, Byrdowo, Cieśliska, Domaczka, Fabiowo, Franoszkówki, Gapia, Góra, Gołuszkowo, Groniki, Groń, Iwanowo, Kasperówka, Kocembowski Groń, Kopczysko, Kozubnik, Kulowo, Łazy, Malakówka, Mała Puszcza, Micherdówka, Milerzyska, Ogórkowo, Parciowo, Podelniska, Pod Górą, Pod Kamiennem, Pogorzelica, Polska, Pryszczowo, Pytlówka, Raztoka, Rozumowo, Rusinowo, Sadlikowo, Stachurowo, Tlałkowo, Trzonka, Wawakowo, W Dolinie, W Dołkach, Wielgoszowo, Wielka Puszcza, Wilcze |
| części wsi | Bagienka, Gąsiory, Góry, Kolonia, Łaziska, Młyny, Pod Gajką, Pod Snozą, Potrzykowo, U Jazu, Za Górami, Zawodzie |

## Historia
Miejscowość powstała prawdopodobnie na początku XV wieku, w związku z położonym nieopodal zamkiem Wołek. Wzmiankowana została po raz pierwszy w akcie podziału księstwa oświęcimskiego w 1445 jako Poramka.
Według austriackiego spisu ludności z 1900 w Porąbce w 388 budynkach na obszarze 3260 hektarów mieszkało 2269 osób, co dawało gęstość zaludnienia równą 69,6 os./km², z tego 2260 (99,6%) mieszkańców było katolikami a 9 (0,4%) wyznawcami judaizmu, 2267 (99,9%) było polsko- a 2 (0,1%) niemieckojęzycznymi. 
W latach 1968–1970 wzniesiono Zespół Domów Wypoczynkowo-Szkoleniowych Hutniczego Przedsiębiorstwa Remontowego w Porąbce (zamknięty w 1996, popadł w ruinę).
W latach 1975–1998 miejscowość położona była w województwie bielskim.

## Walory
Na pobliskim wzgórzu znajdują się ruiny (pozostałości) zamku Wołek z XIV wieku. Wieś o walorach turystycznych słynna jest z powodu pierwszej w Polsce zapory wodnej "Porąbka" położonej w sąsiednim Międzybrodziu Bialskim, zaprojektowanej przez prof. Gabriela Narutowicza.
Pobliskie szczyty: 
- Żar,
- Chrobacza Łąka,
- Trzonka.

## Religia
Na terenie miejscowości działalność duszpasterską prowadzi Kościół Rzymskokatolicki (parafia Narodzenia NMP).